# Gyurme Namgyal
Gyurme Namgyal, (wylie Gyur med rnam rgyal), död 11 november 1750 var regent över Tibet under Qingdynastin 1747-1750, efter sin fader Polhané Sönam Topgyés död 1747.
Gyurme Namgyal mördades av manchuernas ämbetsmän Fucin och Labdon 1750. Han blev den siste regenten innan styret i Tibet övertogs av dalai lama, som skulle behålla herraväldet i drygt 150 år.

## Vägen till makten
Gyurme Namgyal, som också var känd som Dalai Batur, var miwang Polhané Sönam Topgyés näst äldre son. Denne regerade från 1728 till 1747. Den naturlige tronföljaren var Namgyals äldre bror, Polhanés förstfödde son, Gyurme Yeshe Tseten, som styrde över prefekturen Ngari från 1729. Gyurme Yeshe Tseten hade skaffat sig anseende under inbördeskriget 1727-1728 och hade också god administrative erfarenhet. Men hans hälsa började vackla under 1740-talet varför Polhané inte längre kom att se honom som tronföljare. Fadern ogillade också sonens nära kontakter med buddhismen. Fadern bedömde Gyurme Namgyal  som mer statsmannamässig och den yngre sonen hade dessutom haft befälet över den tibetanska armén, med bland annat ett kavalleri bestående av åtskilliga tusen mongoler. Sedan Polhané träffat sitt val fastställde Qingdynastin valet den 28 januari 1746.

## Regeringstid
När Polhané dog den 12 mars 1747 efterträddes han utan vidare ceremonier av Gyurme Namgyal, som behöll hela faderns stab. Precis som fadern hade han litet till övers för dalai lamas styre. Han kom att avbildas som en vildsint regent i tibetensk historieskrivning. Namgyals tid vid makten kännetecknades också av hans försök att manövrera ut brodern, som fortsatte styra i Ngari. Hans plan att skicka en armé till Västtibet och arrestera brodern mötte emellertid stort motstånd från Namgyals ministrar. Istället anklagade han sin bror inför Qianlong-kejsaren.
Men den 25 januari 1750 dog Gyurme Yeshe Tseten plötsligt. Den konflikt som funnits mellan bröderna ska ses mot bakgrunden av den Qing-dynastins närvaro i Tibet. Namgyal hade svårt att agera mot kinesernas militära närvaro i Lhasa, så länge det brodern höll en pro-kinesisk armé i Ngari. Det var därför inte förvånande att kineserna senare skulle sprida ryktet att Namgyal hade låtit mörda sin bror.
Gyurme Namgyals styre var tydligt anti-kinesiskt och inriktat på att avskaffa Qing-dynastins överhöghet. 1748 lyckades han övertala den kinesiske kejsaren att minska det kinesiska garnisonen i Lhasa från 500 till 100 soldater. Den tibetanska yrkesarmén bestod av 25000 soldater vilket betydde att de kinesiska ämbetsmännen i Lhasa var så gott som utan skydd. För att ytterligare stärka sin ställning underhandlade Namgyal med sändebud från Dzungariet om att få militärt stöd. De kinesiska ämbetsmännen fick reda på omfattningen av Namgyals planer i juli 1750 av prokinesiska tibetaner, samtidigt som Namgyal stationerade 1500 tibetanska soldater i Lhasa. I november samma år skar han av kinesernas möjlighet att kommunicera med hovet i Kina.

## Mordet på Namgyal
De kinesiska tjänstemännen fruktade för sina liv och bjöd därför in Namgyal till vad de förklarade vara ett samråd, när Namgyal gjorde ett besök i Lhasa i november. Vid ankomsten togs Namgyal åt sidan och konfronterades med ett antal allvarliga anklagelser. Innan han kunde försvara sig blev han fasthållen av Fucing medan Labdon genomborrade honom med sitt svärd. Under tiden nedgjordes hans följe som väntade ute i hallen. Den enda som kom undan var Namgyals adjutant Lobsang Tashi, som räddade sig genom att hoppa ut genom och fönster och fly. Han blev sedan upphovsmannen bakom ett kortare uppror mot kineserna när Fucing, Labdon och ett stort antal andra kineser dödades. Han försökte sedan fly till Dzungariet men infångades och avrättades i januari 1751. Kort därefter tog den sjunde dalai lama, Kelzang Gyatso över regimen av Tibet.